# 不死不運漫畫章節列表
不死不運漫畫章節列表列出日本漫畫《不死不運》每一話的標題以及刊載期號。相關翻譯使用台灣東立出版社提供的官方譯名。

## 單行本
- 「卷彩」表示有卷頭彩頁（巻頭カラー）
- 「中彩」表示有中央彩頁（センターカラー）

| 1. 不死跟不運（，Andeddo Anrakku）（2020年8號）卷彩 2. UNION（，Yunion）（2020年9號）中彩 3. 你在否定什麼（，Omae wa Nani o Hitei Suru）（2020年10號） 4. 我的不運使用方法（，Watashi no Fūn o Tsukai Kata）（2020年11號） 5. 妳喜歡哪一個？（，Anata wa Dotchi?）（2020年12號） 6. 你果然都沒有改變（，Yappari Anata wa Kawaranai）（2020年13號） 7. 我們來改變吧（，Kawarō ze）（2020年14號） |

| 1. 你喜歡改變的我嗎？（，Kawaru Watashi wa Sukidesu ka）（2020年15號） 2. 我們否定（，Wareware wa Hitei Suru）（2020年16號） 3. 這是我想穿的衣服（，Kore ga Watashi no Kosuchūmu）（2020年17號） 4. Longing（）（2020年18號） 5. SPOIL（）（2020年19號） 6. Revenge（）（2020年20號） 7. Dream（）（2020年21·22合併號） 8. Truth（）（2020年23號） 9. Victhor（）（2020年24號）中彩 |

| 1. Exam（）（2020年25號） 2. Return（）（2020年26號） 3. Result（）（2020年27號） 4. 不准對地球出手（，Kono Hoshi ni te o Dasu na）（2020年28號）中彩 5. 只要你在那裡，不管多少次都會救你…（，Soko ni Irunara Nando Datte）（2020年29號） 6. 哪邊比較好呢（，Docchi ga ii no Kana）（2020年30號） 7. 在我死前都無法治癒（，Ore ga Shinu Made Naoranai）（2020年31號） 8. 無法取代的人（，Kakegae no Nai Hito）（2020年32號） 9. 變回普通身體的話（，Futsū no Karada ni Modoretara）（2020年33·34合併號） |

| 1. 任何一根寒毛（，Yubi Ippon Datte）（2020年35號） 2. 該死的人是你（，Shinu no wa Omaeda）（2020年36·37合併號） 3. 紅蓮彈（，Kurimuson Baretto）（2020年38號） 4. UNDER（）（2020年39號）中彩 5. 所以請讓我（，Dakara Boku o）（2020年40號）中彩 6. Revolution（）（2020年41號） 7. Unbelievable（）（2020年42號） 8. 不運緊緊跟隨（，Fuun ga Tsuiteru）（2020年43號） 9. 這個世界始終都是（，Kono yo wa Itsu Datte）（2020年44號）卷彩 |

| 1. 這個世界是（，Kono Sekai wa）（2020年45號） 2. 不是一個人（，Hitori Janai）（2020年46號） 3. Undead+Unluck（，Andeddo + Anrakku）（2020年47號） 4. 安野雲（，Anno Un）（2020年48號）中彩 5. 即使不用左手也能畫漫畫（，Hidarite Nakute mo Manga wa Kakeru）（2020年49號） 6. 安迪？（，Andi?）（2020年50號） 7. 疼痛根本算不了什麼（，Itami Nanzadou Demo ī）（2020年51號） 8. 只要沒有忘記（，Wasurenakereba）（2020年52號） 9. DEADLINE（）（2021年1號）中彩 |

| 1. 不死VS不死（，Andeddo Andeddo）（2021年2號） 2. 不運彈（，Anrakku Baretto）（2021年3·4合併號） 3. 到現代見面吧（，Ima de Aou）（2021年5·6合併號） 4. 九能明（，Kunō Akira）（2021年7號） 5. 我不知道的故事（，Boku no Shiranai Monogatari）（2021年8號） 6. 是屬於我們的（，Kocchi no Monda）（2021年9號） 7. 交給你們了（，Makaseta yo）（2021年10號） 8. 英雄（，Hīrō）（2021年11號） 9. 想傳達給你（，Kimi ni Tsutaware）（2021年12號）卷彩 |

| 1. 有紅茶嗎？（，Kōcha wa aru Kai?）（2021年13號） 2. 希望（，Kibō）（2021年14號）中彩 3. 我基於真理（，Ono ga rūru de）（2021年15號） 4. 相信我（，Shinjiteirukara）（2021年16號） 5. 精彩（，Jìngcái）（2021年17號） 6. 龍之眼（，Ryū no Me）（2021年18號） 7. 鐵山靠（，Tetsuzankō）（2021年19號） 8. 真相（，Shinjitsu）（2021年20號） 9. 興趣（，Kyōmi）（2021年21·22合併號） |

| 1. 不死與不真實（，Andeddo Antourūsu）（2021年23號） 2. 我最喜歡的（，Watashi no Daisukina）（2021年24號） 3. 現在的我（，Ima no Boku ga）（2021年25號） 4. 感謝大家（，Kansha Shimasu）（2021年26號）中彩 5. 那就是真實（，Sore ga Shinjitsu）（2021年27號） 6. 煙火（，Hanabi）（2021年28號） 7. 我去去就回（，Itte Kuru）（2021年29號） 8. 我要確認（，Tashikamerunda）（2021年30號） 9. 恆春（，Supuringu）（2021年31號） |

| 1. 喜歡是…（，Suki tte）（2021年32號） 2. 真心（，Makokoro）（2021年33·34合併號） 3. 放馬過來（，Jōtōda）（2021年35號）中彩 4. 作戰開始（，Sakusen Kaishi）（2021年36·37合併號） 5. 交給你們了（，Makaseta ze）（2021年38號） 6. 以光一般的速度（，Hikari no Hayasa ni）（2021年39號） 7. On Your Mark（）（2021年40號） 8. Set Go!!（）（2021年41號）卷彩 9. 可是我卻…（，Nanoni Ore wa）（2021年42號） |

| 1. 真寂寞（，Sabishii na）（2021年43號） 2. 一對一（，Taiman）（2021年44號）中彩 3. 看著吧（，Mite Kure yo）（2021年45號） 4. 賭上的性命是（，Kakeru Inochi wa）（2021年46號） 5. 來玩吧（，Asobou yo）（2021年47號） 6. 第一局（，Ipponme）（2021年48號）中彩 7. 我的盔甲是（，Watashi no Yoroi wa）（2021年49號） 8. 第二局（，Nihonme）（2021年50號） 9. 投注心力（，Kokoro ni Kakete）（2021年51號） |

| 1. 第三局（，Mitsumotome）（2021年52號） 2. 各位否定者們（，Yarōdomo）（2022年1號）中彩 3. 來玩樂吧（，Asonde Koi）（2022年2號） 4. 瀟灑（，Iki）（2022年3·4合併號） 5. 春之歌（，Haru no Uta）（2022年5·6合併號） 6. 死季（，Shi ki）（2022年7號）卷彩 7. 跨越吧（，Koero）（2022年8號） 8. 靈魂（，Reikon）（2022年9號） 9. 可惡的傢伙（，Kusoyarō）（2022年10號） |

| 1. 重新出發（，Risutāto）（2022年11號） 2. 神啊救救我（，Tasukete Kamisama）（2022年12號） 3. 困難模式（，Hādo Mōdo）（2022年13號） 4. Regulation（）（2022年14號）中彩 5. 調整者（，Regyureitā）（2022年15號） 6. 否定者對上調整者（，Hiteisha tai Regyureitā）（2022年16號） 7. 你的能力是（，Omae no chikara wa）（2022年17號） 8. 筆直航行（，Yōsorō）（2022年18號） 9. 人們的真理總是（，Hito no Rūru wa Itsu Datte）（2022年19號） |

| 1. Confuse（）（2022年20號） 2. Reason（）（2022年21·22合併號）中彩 3. R.I.P.（，Resuto in Pīsu）（2022年23號）中彩 4. 死神（，Shinigami）（2022年24號） 5. ENTRUST（）（2022年25號） 6. ROOM25（）（2022年26號） 7. FORGET（）（2022年27號） 8. 市子·眠（，Ichiko Nemuri）（2022年28號） 9. Don't leave me（）（2022年29號） |

| 1. 劍魂一擲（，Kenkon Itteki）（2022年30號） 2. FORGIVE（）（2022年31號）中彩 3. 定（，Sadame）（2022年32號） 4. 要是超越不了（，Koerarenakereba）（2022年33號） 5. 總算輕鬆多了（，Rakudeīna）（2022年34號） 6. 不公平（，Fukouhei）（2022年35號） 7. 因為是這樣子的妳（，Sonnakimidakara）（2022年36·37合併號） 8. RESET（）（2022年38號） 9. 安迪（，Andi）（2022年39號）卷彩 |

| 1. 11分（，Jūichi Bun）（2022年40號）中彩 2. ADVENT（）（2022年41號） 3. 月與太陽（，Runa to San）（2022年42號） 4. Strict Defense（）（2022年43號） 5. 心器（，Jinki）（2022年44號） 6. 這是為了妳好啊（，Omae no Tamenanda）（2022年45號） 7. 謝謝你們（，Arigatō）（2022年46號） 8. LOOP ~Time to Go~（）（2022年47號）中彩 9. Roadmap（）（2022年48號） |

| 1. 如果是我認識的你（，Watashi ga Shitteru Anatanara）（2022年49號） 2. Psycho Pod（）（2022年50號） 3. 不會改變（，Kawaranai）（2022年51號）中彩 4. 始終不變的話（，Kawaranakereba）（2022年52號） 5. Incentive（）（2023年1號） 6. Meeting（）（2023年2號） 7. 變化之秋（，Metamoru Fōru）（2023年3號）中彩 8. Face to Face（）（2023年4·5合併號） 9. Face off（）（2023年6·7合併號） |

| 1. You can't avoid this!（）（2023年8號）卷彩 2. Next Ring（）（2023年9號） 3. IN THE WAR（）（2023年10號）中彩 4. 三參花（，Sazanka）（2023年11號） 5. RUN-IN（）（2023年12號）中彩 6. 第三隻狗（，Sa-do Doggu）（2023年13號） 7. You see me now?（）（2023年14號） 8. No more war!（）（2023年15號） 9. Horizon（）（2023年16號） |

| 1. Gun Fight（）（2023年17號）中彩 2. Fair play（）（2023年18號） 3. Select（）（2023年19號）中彩 4. 看來是遇上麻煩了呢（，Okomari no Yōda na?）（2023年20號） 5. Right Stuff（）（2023年21·22合併號） 6. Save You（）（2023年23號）中彩 7. Don't think. Feel（）（2023年24號） 8. Entruster（）（2023年25號） 9. Welcome to Earth（）（2023年26號） |

| 1. 天擂祭（，Tenraisai）（2023年27號） 2. 師師尊尊（，Shishi Sonson）（2023年28號） 3. 凶運之道（，Baddo Rōdo）（2023年29號） 4. 最後的試煉是（，Saigo no Shiren wa）（2023年30號） 5. 現在的妳（，Ima no Anata wa）（2023年31號） 6. 不真實（，Antourūsu）（2023年32號）中彩 7. 蠢兒子（，Baka Musuko）（2023年33號） 8. 嚮往的（，Akogareno）（2023年34號） 9. 說到學校（，Gakkō Tte）（2023年35號） |

| 1. 想要動起來（，Ugokitainda）（2023年36·37合併號） 2. 所以我（，Dakara Boku wa）（2023年38號）中彩 3. 行動了（，Ugoketanda）（2023年39號） 4. 現在的他（，Ima no Aitsu wa）（2023年40號） 5. 白馬王子（，Hakuba no Ōji-sama）（2023年41號） 6. RIP（）（2023年42號）中彩 7. 我就是為了這個（，Sono Tame ni Ore wa）（2023年43號） 8. 那就開始吧（，Hajimeyou）（2023年44號）卷彩 9. 那個傷口（，Sono Kizu wa）（2023年45號） |

| 1. TRUST（）（2023年46號） 2. 抱歉啊（，Warii na）（2023年47號） 3. 一分鐘（，Ichibu）（2023年48號） 4. 黑子（，Sansupotto）（2023年49號） 5. 三個人（，Sannin de）（2023年50號） 6. 番華拉麵（，Bankara）（2023年51號） 7. 趁熱吃吧（，O Agari yo）（2023年52號） 8. 千變番華（，Senpen Banka）（2024年1號） 9. 魂再生（，Souru Būsuto）（2024年2號） |

| 1. 同樣是不死（，Onaji Hito）（2024年3號） 2. 茱莉亞（，Juria）（2024年4·5合併號）中彩 3. 憧憬的人（，Akogareno Hito）（2024年6·7合併號） 4. Top=Bull=Sparx（，Toppu Buru Supākusu）（2024年8號）卷彩 5. Survival of the Fittest（）（2024年9號） 6. 不停止VS不運（，Ansutoppaburu Anrakku）（2024年10號） 7. Beast（，Bīsuto）（2024年11號）中彩 8. On your mark!!（）（2024年12號） 9. Set!!!（）（2024年13號） |

| 1. Ready!!!（）（2024年14號） 2. Go!!!!（）（2024年15號） 3. Language（，Rangēji）（2024年16號） 4. 捲土重来（，Kendo Jūrai）（2024年17號）中彩 5. 死理取（，Shiritori）（2024年18號） 6. 雲蒸龍變（，Unjō Ryū-hen）（2024年19號） 7. 文武兩道（，Bunburyōdō）（2024年20號）中彩 8. 得意不忘言（，Tokui fubō Gen）（2024年21號） 9. 覧古考新（，Ran ko Kōshin）（2024年22·23合併號） |

| 1. ENGAGE（）（2024年24號） 2. 再一次（，Mōichido）（2024年25號） 3. 該不會（，Moshikashite）（2024年27號）中彩 4. 吃屎去吧（，Kuso Kurae）（2024年28號） 5. UNISON（）（2024年29號） 6. UNCHASTE（）（2024年30號） 7. LIVE＠LIVE（）（2024年31號）中彩 8. Recollection（）（2024年32號） 9. 約定（，Yakusoku）（2024年33號） |

| 1. Rehearsal（）（2024年34號） 2. 顯現-expression-（，Hatsugen -expression-）（2024年35號） 3. Touch On Now（）（2024年36·37合併號） 4. 死動（，Shi dō）（2024年38號） 5. 歡迎回來（，Okaeri）（2024年39號） 6. 來吧（，Sa）（2024年40號） 7. 凶界輪廻（，Baddo Rūpu）（2024年41號） 8. RTA（）（2024年42號） 9. RAGNARØK（）（2024年43號） |

| 1. 祝武運昌隆（，Guddo Rakku）（2024年44號） 2. 去認識（，Shiritai）（2024年45號） 3. 默示錄（，Apokaripusu）（2024年46號） 4. 我呢，兩個都！（，Atashi wa Dotchi mo!）（2024年47號） 5. 所謂武（，Tsuyosa to Wa）（2024年48號） 6. Re-Return（）（2024年49號） 7. 不死不正義（，Andeddo Anjasuthisu）（2024年50號） 8. Re member（）（2024年51號） 9. Assault（）（2024年52號） |

| 1. Easter Egg（）（2025年1號） 2. Know All Along（）（2025年2號） 3. 人的真理（，Hito no Rūru）（2025年3號） 4. 心（，Kokoro）（2025年4·5合併號） 5. Game Cleared（）（2025年6·7合併號） 6. 01（）（2025年8號） 7. 死與運（，Deddo Rakku）（2025年9號）特大中彩 |

## 備註
1. ↑  刊載於《寶島少年》時的譯名是「不死和不運」。
2. ↑  刊載於《寶島少年》時的譯名是「你是否定什麼」。
3. ↑  刊載於《寶島少年》時的譯名是「你果然還是沒有改變」。
4. ↑  刊載於《寶島少年》時的譯名是「來改變吧」。
5. ↑  刊載於《寶島少年》時的譯名是「你喜歡改變後的我嗎？」。
6. ↑  刊載於《寶島少年》時的譯名是「我們否定著」。
7. ↑  刊載於《週刊少年Jump》時的標題是「Victor」，《寶島少年》亦然。
8. ↑  刊載於《寶島少年》時的譯名是「別想對這個地球出手」。
9. ↑  刊載於《寶島少年》時的譯名是「只要你在那裡，不管多少次…」。
10. ↑  刊載於《寶島少年》時的譯名是「在我死之前無法治癒」。
11. ↑  刊載於《寶島少年》時的譯名是「該死的是你」。
12. ↑  刊載於《寶島少年》時的譯名是「不運在呢」。
13. ↑  刊載於《寶島少年》時的譯名是「不只我一人」。
14. ↑  刊載於《寶島少年》時的譯名是「就算不用左手還是畫得了漫畫」。
15. ↑  刊載於《寶島少年》時的譯名是「傷痛什麼的就無所謂了」。
16. ↑  刊載於《寶島少年》時的譯名是「只要不忘記」。
17. ↑  刊載於《寶島少年》時的譯名是「在現代相會吧」。
18. ↑  刊載於《寶島少年》時的譯名是「我所不知道的故事」。
19. ↑  刊載於《寶島少年》時的譯名是「是我們的」。
20. ↑  刊載於《寶島少年》時的譯名是「想要告訴你」。
21. ↑  刊載於《寶島少年》時的譯名是「靠各自的真理」。
22. ↑  刊載於《寶島少年》時的譯名是「相信著」。
23. ↑  此話的標題為中文。
24. ↑  刊載於《寶島少年》時的譯名是「真實」。
25. ↑  刊載於《寶島少年》時的譯名是「感謝您」。
26. ↑  刊載於《寶島少年》時的譯名是「那才是真實」。
27. ↑  刊載於《寶島少年》時的譯名是「去去就回」。
28. ↑  刊載於《寶島少年》時的譯名是「喜歡」。
29. ↑  刊載於《寶島少年》時的譯名是「心是在中心」。
30. ↑  刊載於《寶島少年》時的譯名是「有種就來啊」。
31. ↑  刊載於《寶島少年》時的譯名是「達到光的速度」。
32. ↑  刊載於《寶島少年》時的譯名是「不過我卻…」。
33. ↑  刊載於《寶島少年》時的譯名是「真落寞」。
34. ↑  刊載於《寶島少年》時的譯名是「去看看」。
35. ↑  刊載於《寶島少年》時的譯名是「賭上的性命為」。
36. ↑  刊載於《寶島少年》時的譯名是「各位否定者」。
37. ↑  刊載於《寶島少年》時的譯名是「去玩一玩吧」。
38. ↑  刊載於《寶島少年》時的譯名是「死混帳」。
39. ↑  刊載於《寶島少年》時的譯名是「人們的真理無論何時都是」。
40. ↑  刊載於《週刊少年Jump》時的標題是「R.I.P.(Requiescat in pace)（Rekuiesukatto in Pāche）」。
41. ↑  刊載於《寶島少年》時的譯名是「市子=眠」。
42. ↑  刊載於《週刊少年Jump》時，「off」的「o」是大寫，《寶島少年》亦然。
43. ↑  刊載於《寶島少年》時的譯名是「能夠行動了」。
44. ↑  最終回。